# سیارک ۱۴۴۲
سیارک ۱۴۴۲ (به انگلیسی: 1442 Corvina، نامگذاری:1937YF) هزار و چهارصد و چهل و دومین سیارک کشف شده‌است که در ۲۹ دسامبر ۱۹۳۷ کشف شد.
قدر مطلق سیارک برابر ۱۱٫۵۷ است.